# Kap Meteor
Kap Meteor ist ein durch steile Kliffs gekennzeichnetes Kap, das den östlichen Ausläufer der Bouvetinsel im Südatlantik bildet.
Die erste Kartierung nahmen 1898 Teilnehmer der Valdivia-Expedition (1898–1899) unter der Leitung des deutschen Zoologen Carl Chun vor. Benannt ist das Kap nach dem Schiff Meteor unter Kapitän Fritz Spieß, das die Bouvetinsel 1926 im Rahmen der Deutschen Atlantischen Expedition (1925–1927) angelaufen hatte. Der Name des Kaps erscheint erstmals auf Kartenmaterial, das 1930 im Rahmen der britischen Discovery Investigations entstand.